# ویش می مل
ویش می مل (ウィッシュミーメル Uisshu mī meru) مجموعهٔ شخصیتی می‌باشد که در سال ۲۷ دسامبر سال ۲۰۱۰ توسط سانریو خلق شد، طراحی شخصیت‌هارا میوکی اوکومورا که طراحی شخصیت سینامورول را نیز برعهده داشته، انجام شده‌است. قهرمان زن اصلی این مجموعه خرگوشی به‌نام مل می‌باشد که که گویا احساساتی که هرکس دارد را ابراز و دل‌ها را در این پروسه به هم متصل می‌کند مثلاً به‌سادگی بیان کردن عباراتی از قبیل «ممنونم»، «متأسفم» یا «دوستت دارم!».